# Arribação
Arribar em náutica  é uma mareação que corresponde a afastar a proa da linha  do vento (direcção do vento). É o oposto de orçar. 
Arribar não deve ser confundido com arribada que é uma entrada forçada num porto, mas é curioso notar que tanto  arribação como a mareação arribada subentendem a ideia de se desviar de, que seja vento ou rota.